# Vers-en-Montagne
Vers-en-Montagne è un comune francese di 199 abitanti situato nel dipartimento del Giura nella regione della Borgogna-Franca Contea.

## Società

### Evoluzione demografica
Abitanti censiti